# Ida-Virumaa
Ida-Virumaa (in estone Ida-Viru maakond, "Viru orientale") è una delle 15 contee dell'Estonia, situata nella parte nord-orientale del Paese, al confine con la Russia e affacciata sul Golfo di Finlandia. È la contea estone con la maggiore concentrazione di popolazione di etnia slava, in particolare russi.
Il 16 e 17 luglio 1993 in tre città della regione, Narva, Kohtla-Järve e Sillamäe, fu organizzato un referendum per l'autonomia della regione. Malgrado l'esito (54% di voti favorevoli sul 52% di affluenza), la Corte di stato estone giudicò il referendum anticostituzionale
.
La contea nel 2017 ha perso parte della sua estensione a causa della cessione di alcuni comuni alle contee vicine (Aseri alla contea di Lääne-Virumaa; Avinurme e Lohusuu alla contea di Jõgevamaa).

## Geografia antropica
La contea è divisa in 8 comuni: quattro urbani (in estone linn; una settima città, Jõhvi, pur essendo capoluogo della contea è parte di un comune rurale) e quattro rurali (in estone vald).
La composizione etnica della popolazione è così divisa:
- 20,3% Estoni,
- 70,8% Russi,
- 2,8% Bielorussi,
- 2,7% Ucraini,
- 1,4% Finlandesi.

### Comuni urbani
- Kohtla-Järve
- Narva
- Narva-Jõesuu
- Sillamäe

### Comuni rurali
- Alutaguse
- Jõhvi
- Lüganuse
- Toila

### Comuni soppressi nel 2017

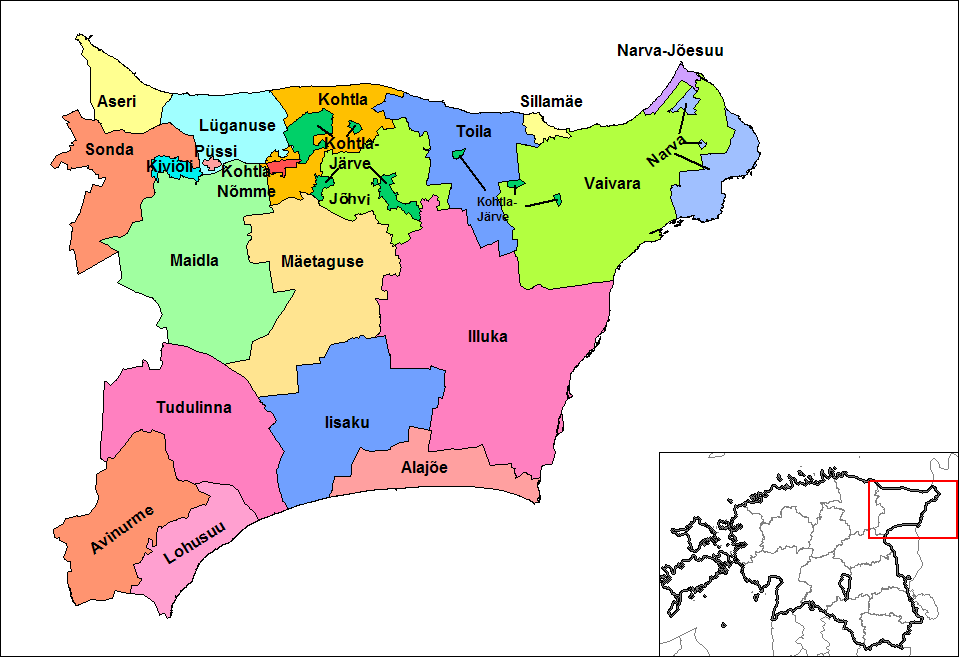
I comuni nella contea di Ida-Virumaa prima del 2017

Nel 2017, in seguito ad una riforma amministrativa, sono stati soppressi i seguenti comuni:
- Kiviõli e Sonda; inglobati nel comune di Lüganuse.
- Alajõe, Iisaku, Illuka, Mäetaguse e Tudulinna; fusi nel nuovo comune di Alutaguse.
- Kohtla e Kohtla-Nõmme; inglobati nel comune di Toila.
- Vaivara; inglobato nel comune di Narva-Jõesuu.
- Aseri; inglobato nel comune di Viru-Nigula e quindi diventato parte della contea di Lääne-Virumaa.
- Avinurme e Lohusuu; inglobati nel comune di Mustvee e quindi diventati parte della contea di Jõgevamaa.